# Combate del año por The Ring

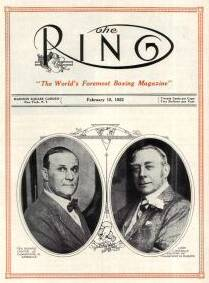
Primera portada de la revista The Ring.

La revista The Ring fue creada en 1922. Dicha revista nombra desde entonces al mejor combate del año según los criterios de los escritores de la revista. 
Aquí se muestra la lista de los boxeadores de cada año:

## Palmarés

### 1920s
- 1922 -  Harry Greb W 15  Gene Tunney
- 1923 -  Jack Dempsey KO 2  Luis Firpo
- 1924 -  Gene Tunney KO 15  Georges Carpentier
- 1925 -  Harry Greb W 15  Mickey Walker
- 1926 -  Gene Tunney W 10  Jack Dempsey I
- 1927 -  Gene Tunney W 10  Jack Dempsey II
- 1928 -  Tommy Loughran W 15  Leo Lomski
- 1929 -  Max Schmeling KO 9  Johnny Risko

### 1930s
- 1930 -  Jackie Kid Berg W 10  Kid Chocolate I
- 1931 -  Max Schmeling KO 15  Young Stribling
- 1932 -  Tony Canzoneri W 15  Billy Petrolle II
- 1933 -  Max Baer KO 10  Max Schmeling
- 1934 -  Barney Ross W 15  Jimmy McLarnin I
- 1935 -  Joe Louis KO 4  Max Baer
- 1936 -  Max Schmeling KO 12  Joe Louis I
- 1937 -  Joe Louis W 15  Tommy Farr
- 1938 -  Henry Armstrong W 15  Lou Ambers I
- 1939 -  Joe Louis KO 11  Bob Pastor II

### 1940s
- 1940 -  Ceferino García D 10  Henry Armstrong
- 1941 -  Joe Louis KO 13  Billy Conn I
- 1942 -  Willie Pep W 15  Chalky Wright I
- 1943 -  Beau Jack W 15  Bob Montgomery II
- 1944 -  Bob Montgomery W 15  Beau Jack III
- 1945 -  Rocky Graziano KO 10  Red Cochrane I
- 1946 -  Tony Zale KO 6  Rocky Graziano I
- 1947 -  Rocky Graziano KO 6  Tony Zale II
- 1948 -  Marcel Cerdan KO 12  Tony Zale
- 1949 -  Willie Pep W 15  Sandy Saddler II

### 1950s
- 1950 -  Jake LaMotta KO 15  Laurent Dauthuille II

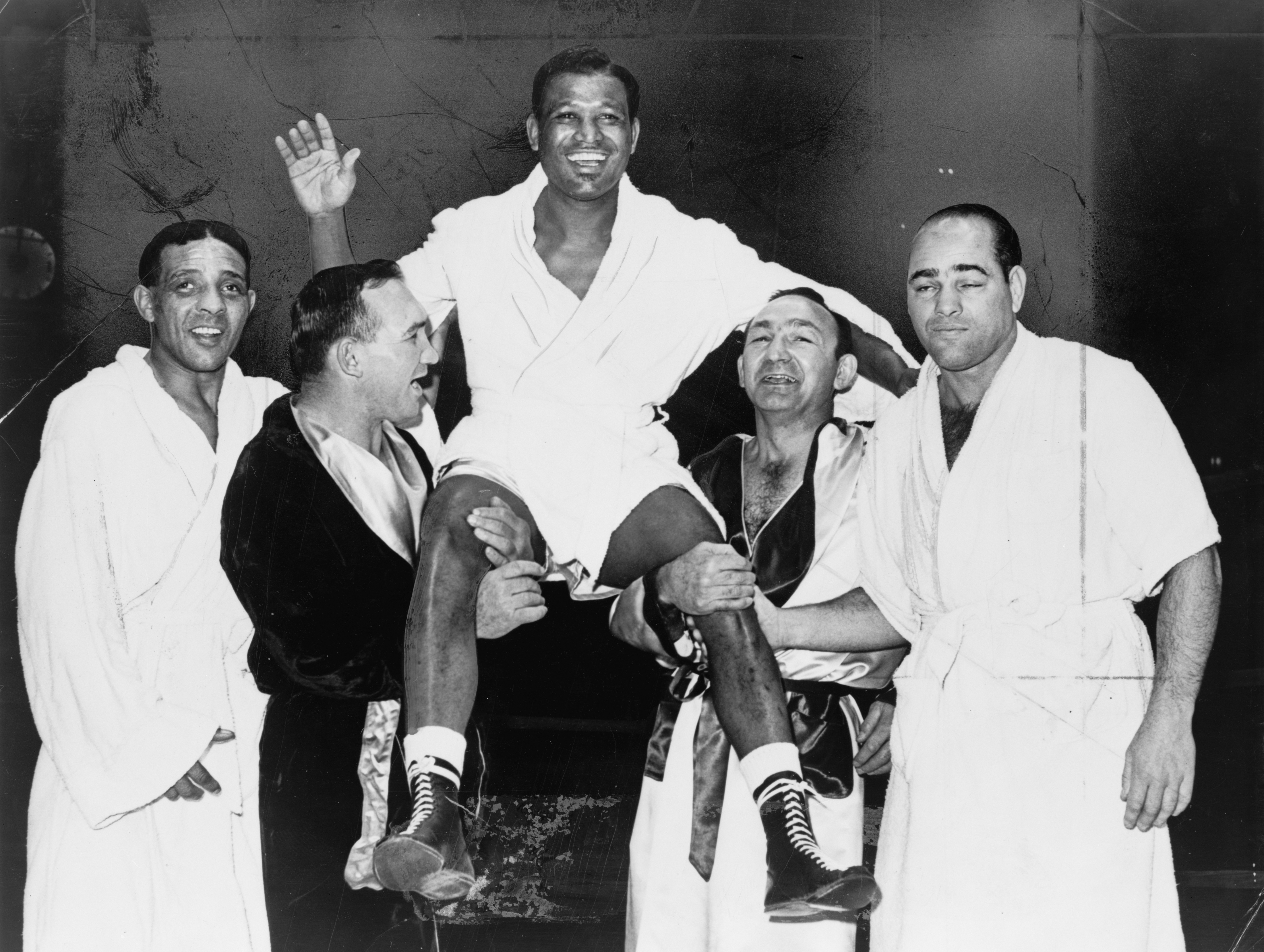
Sugar Ray Robinson, sujetado por Gene Fullmer y Carmen Basilio en 1965. Basilio consiguió estar en cinco ocasiones consecutivas en el premio, tres de los combates ante Robinson y Fullmer.

- 1951 -  Jersey Joe Walcott KO 7  Ezzard Charles III
- 1952 -  Rocky Marciano KO 13  Jersey Joe Walcott I
- 1953 -  Rocky Marciano KO 11  Roland La Starza II
- 1954 -  Rocky Marciano KO 8  Ezzard Charles II
- 1955 -  Carmen Basilio KO 12  Tony DeMarco II
- 1956 -  Carmen Basilio KO 9  Johnny Saxton II
- 1957 -  Carmen Basilio W 15  Sugar Ray Robinson I
- 1958 -  Sugar Ray Robinson W 15  Carmen Basilio II
- 1959 -  Gene Fullmer KO 14  Carmen Basilio I

### 1960s
- 1960 -  Floyd Patterson KO 5  Ingemar Johansson II
- 1961 -  Joe Brown W 15  Dave Charnley II
- 1962 -  Joey Giardello W 10  Henry Hank II
- 1963 -  Cassius Clay W 10  Doug Jones
- 1964 -  Muhammad Ali KO 7  Sonny Liston I
- 1965 -  Floyd Patterson W 12  George Chuvalo
- 1966 -  José Torres W 15  Eddie Cotton
- 1967 -  Nino Benvenuti W 15  Emile Griffith I
- 1968 -  Dick Tiger W 10  Frank DePaula
- 1969 -  Joe Frazier KO 7  Jerry Quarry I

### 1970s

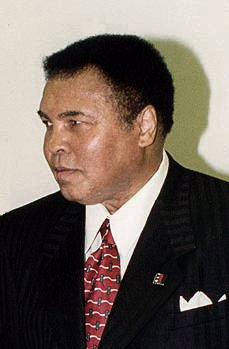
Muhammad Ali consiguió el mayor número de premios con seis.

- 1970 -  Carlos Monzón KO 12  Nino Benvenuti I
- 1971 -  Joe Frazier W 15  Muhammad Ali I
- 1972 -  Bob Foster KO 14  Chris Finnegan
- 1973 -  George Foreman KO 2  Joe Frazier I
- 1974 -  Muhammad Ali KO 8  George Foreman
- 1975 -  Muhammad Ali TKO 14  Joe Frazier III
- 1976 -  George Foreman KO 5  Ron Lyle
- 1977 -  Jimmy Young W 12  George Foreman
- 1978 -  Leon Spinks W 15  Muhammad Ali I
- 1979 -  Danny Lopez KO 15  Mike Ayala

### 1980s
- 1980 -  Matthew Saad Muhammad KO 14  Yaqui López II
- 1981 -  Sugar Ray Leonard KO 14  Thomas Hearns I
- 1982 -  Bobby Chacon UD 15  Rafael Limon IV
- 1983 -  Bobby Chacon W 12  Cornelius Boza Edwards II
- 1984 -  José Luis Ramírez KO 4  Edwin Rosario II
- 1985 -  Marvelous Marvin Hagler KO 3  Thomas Hearns
- 1986 -  Stevie Cruz W 15  Barry McGuigan
- 1987 -  Sugar Ray Leonard W 12  Marvelous Marvin Hagler
- 1988 -  Tony Lopez W 12  Rocky Lockridge I
- 1989 -  Roberto Durán W 12  Iran Barkley

### 1990s
- 1990 -  Julio César Chávez KO 12  Meldrick Taylor I
- 1991 -  Robert Quiroga W 12  Akeem Anifowoshe
- 1992 -  Riddick Bowe W 12  Evander Holyfield I
- 1993 -  Michael Carbajal KO 7  Humberto González I
- 1994 -  Jorge Castro KO 9  John David Jackson I
- 1995 -  Saman Sorjaturong KO 7  Humberto González
- 1996 -  Evander Holyfield KO 11  Mike Tyson I
- 1997 -  Arturo Gatti KO 5  Gabriel Ruelas
- 1998 -  Ivan Robinson W 10  Arturo Gatti I
- 1999 -  Paulie Ayala W 12  Johnny Tapia I

### 2000s
- 2000 -  Erik Morales W 12  Marco Antonio Barrera I
- 2001 -  Micky Ward W 10  Emanuel Augustus
- 2002 -  Micky Ward W 10  Arturo Gatti I
- 2003 -  Arturo Gatti W 10  Micky Ward III

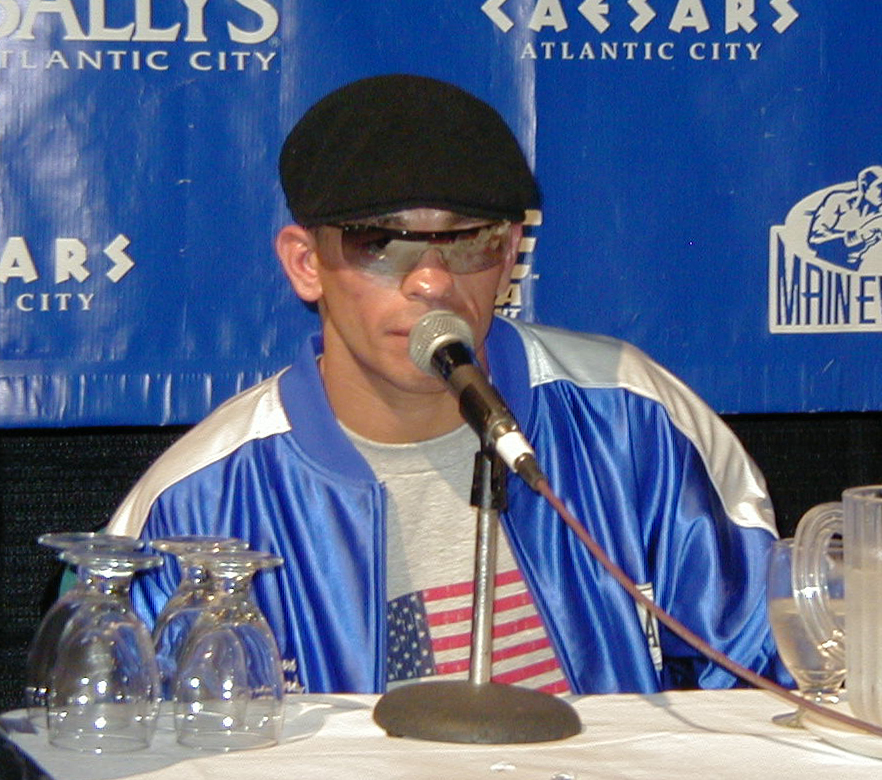
Arturo Gatti en la rueda de prensa del 7 de junio de 2003 tras su tercer combate ante Micky Ward.

- 2004 -  Marco Antonio Barrera W 12  Erik Morales III
- 2005 -  Diego Corrales KO 10  José Luis Castillo I
- 2006 -  Somsak Sithchatchawal KO 10  Mahyar Monshipour
- 2007 -  Israel Vázquez KO 6  Rafael Márquez II
- 2008 -  Israel Vázquez W 12  Rafael Márquez III
- 2009 -  Juan Manuel Márquez KO 9  Juan Diaz I

### 2010s
- 2010 -  Giovani Segura KO 8  Iván Calderón I
- 2011 -  Victor Ortiz W 12  Andre Berto
- 2012 -  Juan Manuel Marquez KO 6  Manny Pacquiao IV
- 2013 -  Timothy Bradley W 12  Ruslan Provodnikov
- 2014 -  Lucas Matthysse KO 11  John Molina
- 2015 -  Francisco Vargas TKO 9  Takashi Miura
- 2016 -  Francisco Vargas E 12  Orlando Salido
- 2017 -  Anthony Joshua TKO 11  Wladimir Klitschko
- 2018 -  Saúl Álvarez W 12  Gennady Golovkin
- 2019 -  Naoya Inoue W 12  Nonito Donaire

### 2020s
- 2020 -  Jose Zepeda KO 5  Iván Baranchyk
- 2021 -  Tyson Fury KO 11  Deontay Wilder III
- 2022 -  Leigh Wood TKO 12  Michael Conlan
- 2023 -  Luis Nery KO 11  Azat Hovhannisyan